# Angus Sampson
Angus Sampson, född 12 februari 1979, är en australisk skådespelare.
Sampson har bland annat medverkat i TV-serierna The Lincoln Lawyer från 2022. Han har även medverkat i filmerna Mad Max: Fury Road från 2015 och Furiosa: A Mad Max Saga från 2024.

## Filmografi (i urval)
- 2003 – Darkness Falls
- 2010 – Insidious
- 2010 – Legenden om ugglornas rike
- 2013 – Insidious: Chapter 2
- 2015 – Mad Max: Fury Road
- 2015 – Fargo (TV-serie)
- 2015 – Insidious: Chapter 3
- 2021–2022 – Bump (TV-serie)
- 2021 – Mortal Kombat (röst)
- 2022 – The Lincoln Lawyer (TV-serie)
- 2023 – Next Goal Wins
- 2024 – Furiosa: A Mad Max Saga